# هفتاد و نهمین دوره جوایز اسکار
هفتاد و نهمین دوره مراسم اعطای جوایز اسکار در تاریخ ۲۵ فوریه ۲۰۰۷ در در تئاتر کداک در هالیوود کالیفرنیا برگزار شد. در این مراسم بهترین فیلم‌های سال ۲۰۰۶ جهان به انتخاب آکادمی علوم و هنرهای تصاویر متحرک جایزه گرفتند.
الن دی جنرس برای اولین بار مجری این مراسم بود. این ششمین باری بود که سالن کداک میزبانی مراسم را بر عهده داشت.
همچنین سی و دومین باری بود که مراسم توسط ای بی سی در آمریکا از تلویزیون پخش شد. لورا زیسکین تهیه‌کننده و دان لافونتین به همراه جینا تاتل گویندگان مراسم بودند. نامزدها در ۲۳ ژانویه در ساعت ۵:۳۸ صبح توسط سید گانیس - رئیس آکادمی- و سلما هایک - بازیگر- اعلام شد.
فیلم دختران رؤیایی با هشت نامزد، در رده اول نامزدها قرار داشت و فیلم بابل با هفت نامزد رده دوم را از آن خود کرد.

## جوایز

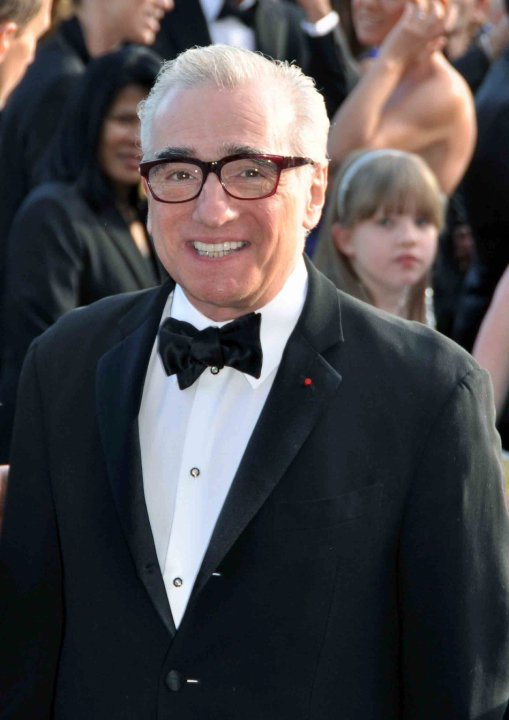
مارتین اسکورسیزی، Best Director winner

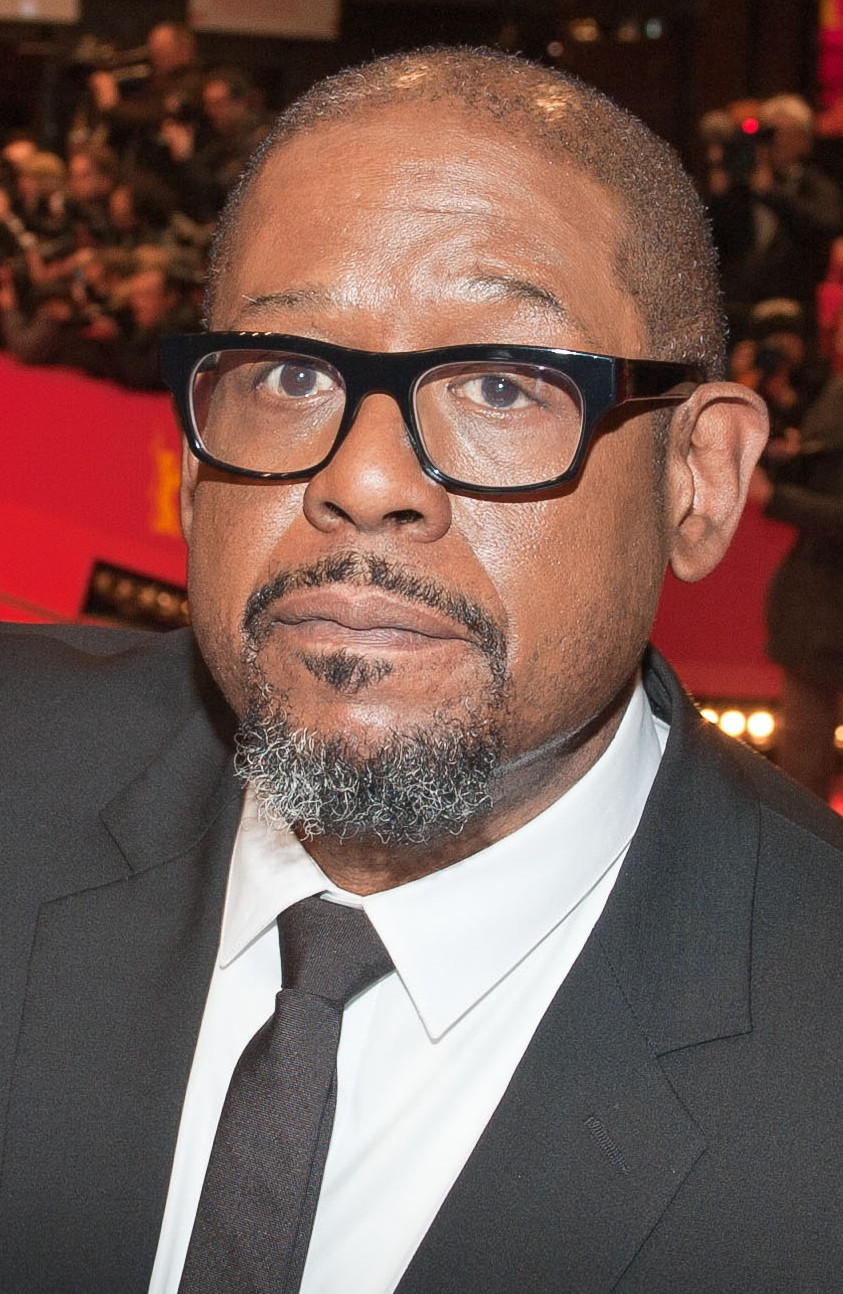
فارست ویتاکر، Best Actor winner

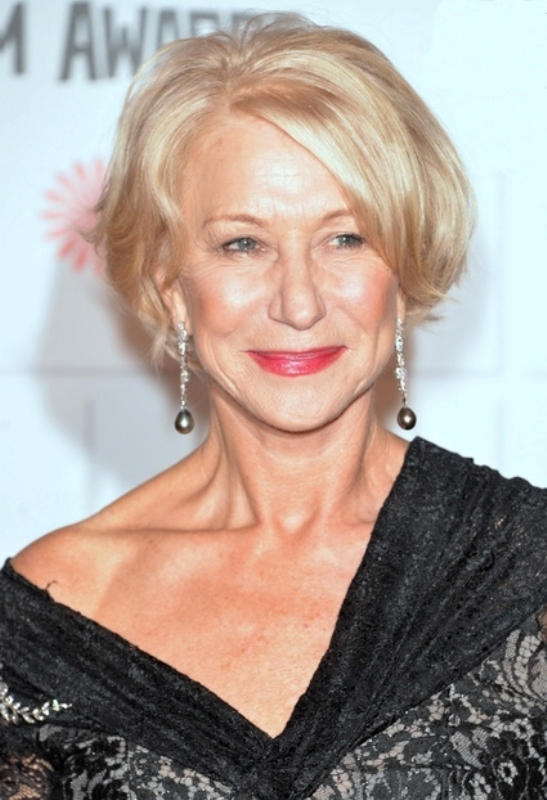
هلن میرن، Best Actress winner

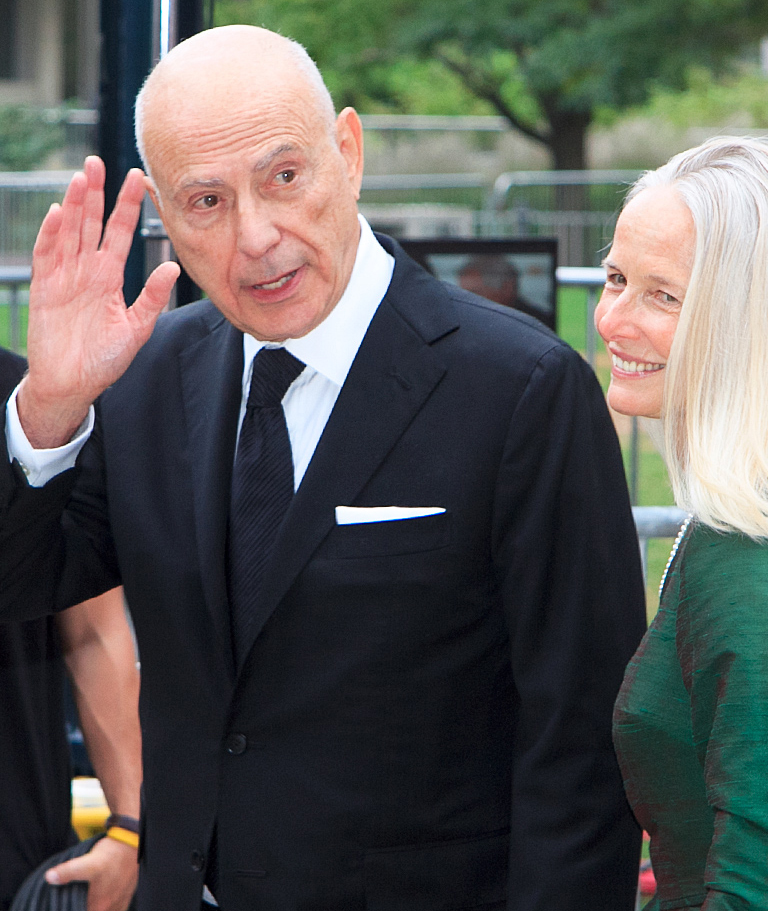
آلن آرکین، Best Supporting Actor winner

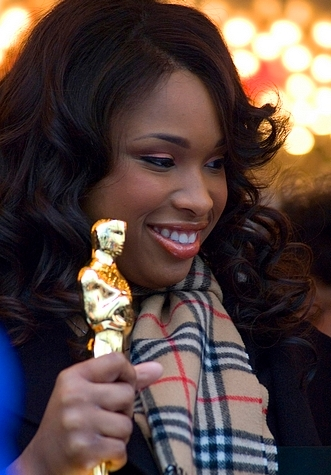
جنیفر هادسون، Best Supporting Actress winner

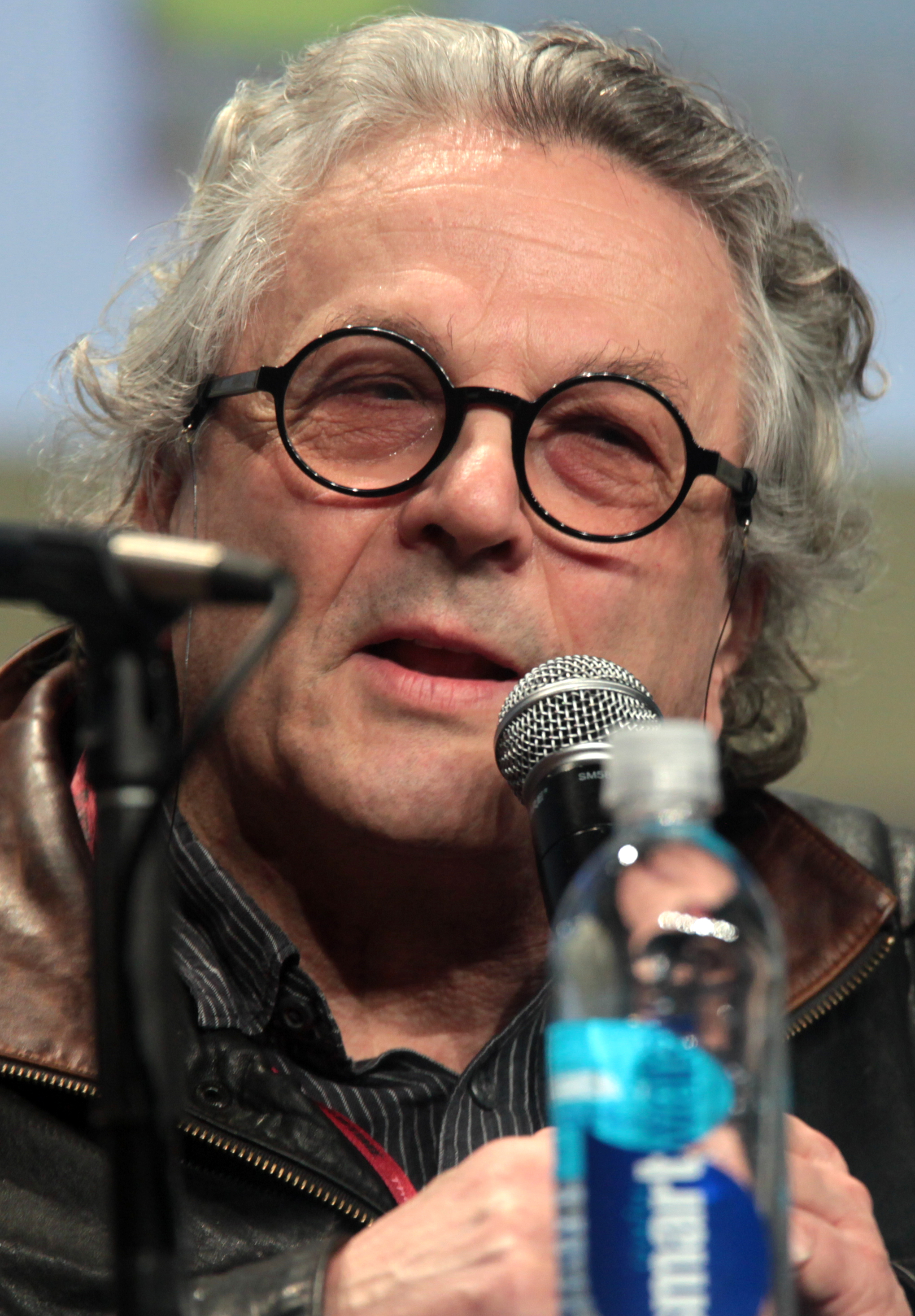
George Miller, Best Animated Feature winner

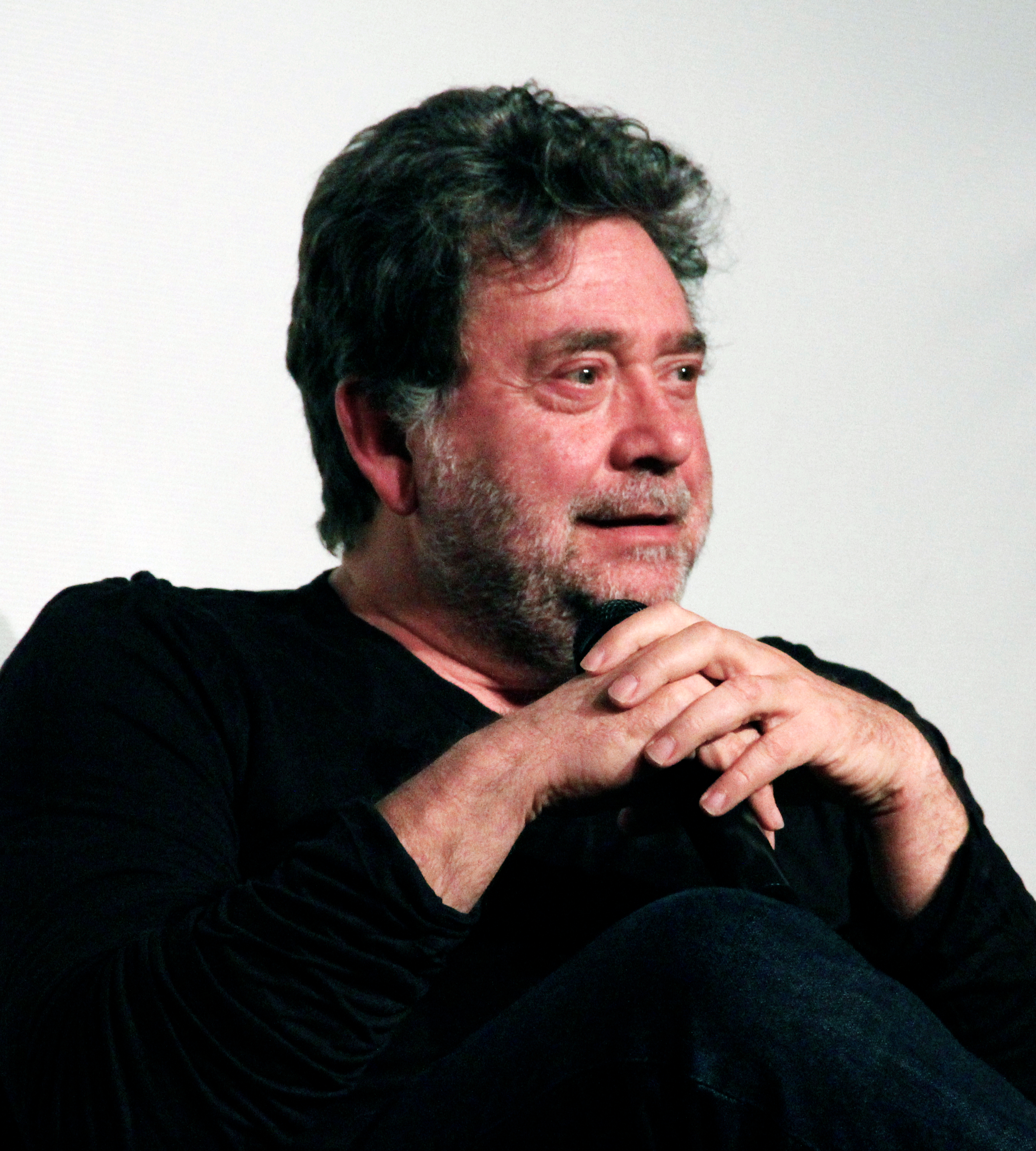
گی‌یرمو نابارو، Best Cinematography winner

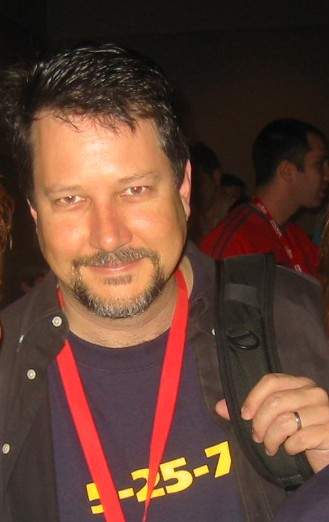
جان نول, Best Visual Effects co-winner

برندگان نخست و در حروف برجسته پررنگ فهرست شده‌اند.
| جایزه اسکار بهترین فیلم - جدامانده – گراهام کینگ - بابل – الخاندرو گونسالس اینیاریتو، Jon Kilik, و استیو گولین - نامه‌هایی از ایووجیما – کلینت ایستوود، استیون اسپیلبرگ، و رابرت لورنتس - میس سان‌شاین کوچولو – David T. Friendly, Peter Saraf, and Marc Turtletaub - ملکه – Andy Harries, Christine Langan, و تریسی سی‌وارد | جایزه اسکار بهترین کارگردانی - مارتین اسکورسیزی – جدامانده - الخاندرو گونسالس اینیاریتو – بابل - کلینت ایستوود – نامه‌هایی از ایووجیما - استیون فریرز – ملکه - پل گرینگرس – یونایتد ۹۳ |
| جایزه اسکار بهترین بازیگر نقش اول مرد - فارست ویتاکر – آخرین پادشاه اسکاتلند در نقش عیدی امین - لئوناردو دی‌کاپریو – الماس خونین در نقش Danny Archer - رایان گاسلینگ – نیمه نیلوفر (فیلم) در نقش Dan Dunne - پیتر اوتول – ونوس در نقش Maurice - ویل اسمیت – در جستجوی خوشبختی در نقش کریس گاردنر | جایزه اسکار بهترین بازیگر نقش اول زن - هلن میرن – ملکه در نقش الیزابت دوم - پنه‌لوپه کروز – بازگشت در نقش Raimunda - جودی دنچ – یادداشت‌هایی بر یک رسوایی در نقش Barbara Covett - مریل استریپ – شیطان پرادا می‌پوشد در نقش آنا وینتور - کیت وینسلت – بچه‌های کوچک در نقش Sarah Pierce |
| جایزه اسکار بهترین بازیگر نقش مکمل مرد - آلن آرکین – میس سان‌شاین کوچولو در نقش Edwin Hoover - جکی ارل هیلی – بچه‌های کوچک در نقش Ronald James McGorvey - جایمن هانسو – الماس خونین در نقش Solomon Vandy - ادی مورفی – دختران رؤیایی در نقش James "Thunder" Early - مارک والبرگ – جدامانده در نقش Staff Sergeant Dignam | جایزه اسکار بهترین بازیگر نقش مکمل زن - جنیفر هادسون – دختران رؤیایی در نقش Effie White - آدریانا بارازا – بابل در نقش Amelia Hernandez - کیت بلانشت – یادداشت‌هایی بر یک رسوایی در نقش Bathsheba "Sheba" Hart - ابیگیل برسلین – میس سان‌شاین کوچولو در نقش Olive Hoover - رینکو کیکوچی – بابل در نقش Chieko Wataya |
| جایزه اسکار بهترین فیلم‌نامه غیراقتباسی - میس سان‌شاین کوچولو – مایکل آرندت - بابل – گی‌یرمو آریاگا - نامه‌هایی از ایووجیما – Iris Yamashita و پل هگیس - هزارتوی پن – گیرمو دل تورو - ملکه – پیتر مورگان | جایزه اسکار بهترین فیلم‌نامه اقتباسی - جدامانده – ویلیام موناهان from Infernal Affairs by Alan Mak و Felix Chong - بورات: یادگیری‌های فرهنگی آمریکا برای انجام منفعت ملت پرشکوه قزاقستان – ساشا بارون کوهن، Peter Baynham, Anthony Hines, Dan Mazer و تاد فلیپس based on the character بورات ساگدیف, from Da Ali G Show, created by Sacha Baron Cohen - فرزندان انسان – آلفونسو کوارون، Timothy J. Sexton, David Arata, مارک فرگوس و هاوک اوتسبی و مارک فرگوس و هاوک اوتسبی from The Children of Men by P. D. James - بچه‌های کوچک – تاد فیلد و تام پروتا from Little Children by تام پروتا - یادداشت‌هایی بر یک رسوایی – Patrick Marber from Notes on a Scandal by Zoë Heller |
| فهرست جوایز اسکار بهترین فیلم‌های پویانمایی - خوش‌قدم – جرج میلر - ماشین‌ها – جان لستر - خانه هیولا – Gil Kenan | جایزه اسکار بهترین فیلم خارجی‌زبان - زندگی دیگران (آلمان) به زبان آلمانی – فلوریان هنکل فون دونرسمارک - After the Wedding (Denmark) به زبان‌های دانمارکی، هندی، و سوئدی – سوزان بیر - روزهای افتخار (الجزایر) به زبان عربی – رشید بوشارب - هزارتوی پن (مکزیک) به زبان اسپانیایی – گیرمو دل تورو - آب (کاناد) به زبان هلندی – دیپا مهتا |
| Best Documentary Feature - یک حقیقت ناراحت‌کننده – دیویس گوگنهایم - Deliver Us from Evil – Amy Berg و Frank Donner - Iraq in Fragments – James Longley و John Sinno - Jesus Camp – Heidi Ewing و Rachel Grady - My Country, My Country – لورا پویترس و Jocelyn Glatzer | Best Documentary Short Subject - The Blood of Yingzhou District – Ruby Yang و Thomas Lennon - Recycled Life – Leslie Iwerks و Mike Glad - Rehearsing a Dream – Karen Goodman and Kirk Simon - Two Hands: The Leon Fleisher Story – Nathaniel Kahn و Susan Rose Behr |
| جایزه اسکار بهترین فیلم کوتاه - West Bank Story – Ari Sandel - Binta and the Great Idea – خاویر فسر و Luis Manso - Éramos Pocos – Borja Cobeaga - Helmer and Son – سورن پیلمارک و Kim Magnusson - The Saviour – Peter Templeman and Stuart Parkyn | جایزه اسکار بهترین پویانمایی کوتاه - شاعر دانمارکی – توریل کووه - Lifted – گری رایدستورم - دخترک کبریت‌فروش – Roger Allers و دن هان - Maestro – Géza M. Tóth - No Time for Nuts – کریس رناد و Michael Thurmeier |
| جایزه اسکار بهترین موسیقی فیلم - بابل – گوستاوو سانتائولایا - آلمانی خوب – توماس نیومن - یادداشت‌هایی بر یک رسوایی – فیلیپ گلس - هزارتوی پن – خاویر نابارته - ملکه – الکساندر دسپلا | جایزه اسکار بهترین ترانه - I Need to Wake Up" from یک حقیقت ناراحت‌کننده – موسیقی و ترانه اثر ملیسا آتریج - "گوش‌دادن" from دختران رؤیایی – موسیقی اثر Henry Krieger و Scott Cutler; ترانه اثر Anne Preven - "Love You I Do" from دختران رؤیایی – موسیقی اثر Henry Krieger; ترانه اثر Siedah Garrett - "Our Town" from ماشین‌ها – موسیقی و ترانه اثر رندی نیومن - "Patience" from دختران رؤیایی – موسیقی اثر Henry Krieger; ترانه اثر Willie Reale |
| جایزه اسکار بهترین تدوین صدا - نامه‌هایی از ایووجیما – الن رابرت موری و Bub Asman - آپوکالیپتو – Sean McCormack و کامی عسگر - الماس خونین – Lon Bender - پرچم‌های پدران ما – الن رابرت موری و Bub Asman - دزدان دریایی کارائیب: صندوقچه مرد مرده – کریستوفر بویز و George Watters II | Best Sound Mixing - دختران رؤیایی – Michael Minkler, باب بیمر و Willie D. Burton - آپوکالیپتو – Kevin O'Connell, Greg P. Russell و Fernando Cámara - الماس خونین – Andy Nelson, انا بلمر و Ivan Sharrock - پرچم‌های پدران ما – John T. Reitz, David E. Campbell, Gregg Rudloff و Walt Martin - دزدان دریایی کارائیب: صندوقچه مرد مرده – Paul Massey, کریستوفر بویز و Lee Orloff |
| جایزه اسکار بهترین طراحی صحنه - هزارتوی پن – کارگردان هنری: Eugenio Caballero; Set Decoration: Pilar Revuelta - دختران رؤیایی – Art Direction: John Myhre; Set Decoration: نانسی هی - چوپان خوب – Art Direction: Jeannine Oppewall; Set Decoration: Gretchen Rau و Leslie E. Rollins - دزدان دریایی کارائیب: صندوقچه مرد مرده – Art Direction: Rick Heinrichs; Set Decoration: Cheryl A. Carasik - پرستیژ – Art Direction: Nathan Crowley; Set Decoration: Julie Ochipinti | جایزه اسکار بهترین فیلمبرداری - هزارتوی پن – گی‌یرمو نابارو - کوکب سیاه – ویلموش ژیگموند - فرزندان انسان – امانوئل لوبزکی - شعبده‌باز – دیک پوپ - پرستیژ – والی فیستر |
| Best Makeup - هزارتوی پن – David Marti و مونتسه ریبه - آپوکالیپتو – Aldo Signoretti و Vittorio Sodano - کلیک – Kazuhiro Tsuji و Bill Corso | جایزه اسکار بهترین طراحی لباس - ماری آنتوانت – میلنا کانونرو - نفرین گل طلایی – Chung Man Yee - شیطان پرادا می‌پوشد – پاتریسیا فیلد - دختران رؤیایی – Sharen Davis - ملکه – Consolata Boyle |
| جایزه اسکار بهترین تدوین - جدامانده – تلما شونمیکر - بابل – Douglas Crise و استیون میریون - الماس خونین – استیون روزنبلوم - فرزندان انسان – آلفونسو کوارون و Alex Rodríguez - یونایتد ۹۳ – Clare Douglas, Richard Pearson و کریستوفر روس | جایزه اسکار بهترین جلوه‌های تصویری - دزدان دریایی کارائیب: صندوقچه مرد مرده – جان نول, Hal Hickel, Charles Gibson و Allen Hall - پوزئیدون – Boyd Shermis, Kim Libreri, Chaz Jarrett و John Frazier - بازگشت سوپرمن – Mark Stetson, نیل کوربلد، Richard R. Hoover و Jon Thum |